# 제정훈
제정훈(諸廷勳, 1944년 9월 20일~)은 대한민국의 제10대 경상남도의원이었고, 전직 기업인이다.

## 경력
- 대흥국민학교 졸업
- 고성중학교 졸업
- 고성농업고등학교 졸업
- 동국대학교 경영학과 졸업
- 고려대학교 경영대학원 수료

- 동국대학교 총학생회 부회장
- 동국대학교 44회 동창회 회장
- 동국대학교 경영학과 동문회 회장
- 고성중학교 10회 총동창회 부회장
- 한국농업정책 개발협회 회장
- 전국 청년봉사단 일심회 회장
- 전국 불우이웃돕기 봉사단 청신회 회장
- 전국 근로청소년협회 주관 산업시찰 3회(미국, 프랑스,태국,홍콩,타이완, 일본 등 13개국)
- 고성중학교 10회 총동창회 고문
- 전국대학생 총연합회 부회장
- 민주한국당 경남도당 충무시·통영군·고성군·거제군 지구당 위원장
- 민주한국당 중앙상무위원
- 경남항공고등학교 총동창회 부회장
- ㈜한륙전자 상무 이사
- ㈜정흥정밀공업 대표이사 사장
- 한겨레민주당 경남도당 충무시·통영군·고성군 지구당 위원장
- 한겨레민주당 중앙상무위원
- 진보정치연합 경상남도지회장·경상남도 통영시·고성군 지부장
- 민주당 경남도당 통영시·고성군 지구당 위원장
- 제정훈 지역경제연구회 운영
- 한나라당 경남도당 통영시·고성군 지구당 부위원장
- 박근혜 대통령 후보 공식팬클럽 "호박가족" 고성군 대표 지회장
- 박근혜 대통령 후보 중앙선대위조직총괄본부 희망통합위원회 부위원장
- 서청원 당대표 후보 경상남도 고성군 본부장
- 2014.07 ~ 2018.06 제10대 경상남도의회 의원
- 2014.07 ~ 2016.07 제10대 경상남도의회 전반기 경제환경위원회 위원
- 2014.07 ~ 2016.07 제10대 경상남도의회 전반기 예산결산특별위원회 위원
- 2016.02 ~ 2016.02 제10대 경상남도의회 남부내륙철도조기건설을위한특별위원회 위원
- 2016.07 ~ 2018.06 제10대 경상남도의회 후반기 경제환경위원회 위원
- 2016.07 ~ 2018.06 제10대 경상남도의회 후반기 예산결산특별위원회 위원
- 한국전자 상무이사

## 역대 선거 결과
|  | 4.20% |

|  | 9.51% |

|  | 39.74% |

|  | 17.05% |

|  | 7.79% |

|  | 32.61% |